# Cette nuit ou jamais (film, 1931)
Pour les articles homonymes, voir Cette nuit ou jamais.
Pour plus de détails, voir Fiche technique et Distribution.
Cette nuit ou jamais (Tonight or Never) est un film américain réalisé par Mervyn LeRoy, sorti en 1931. Le film est inspiré de la pièce hongroise homonyme écrite par Lili Hatvany et jouée à Broadway entre Novembre 1930 et Juin 1931. Le titre s'inspire du nom du parfum de la maison Offenthal, sorti en 1927.

## Synopsis
Nella Vargo  est une prima donna hongroise, dont les dernières prestations incluent le chant de Tosca à Venise. Bien qu'elle soit encensée par le public, son professeur de musique Rudig estime qu'elle ne pourra pas être la plus grande chanteuse d'opéra de l'histoire avant de se produire à New York. Lorsqu'on lui reproche de ne pas mettre son âme dans la chanson, elle se met en colère, jusqu'à ce qu'elle remarque soudain un homme mystérieux qui marche dans la rue. Elle tombe amoureuse de l'homme, jusqu'à ce que Rudig affirme qu'il est un gigolo dont la dernière cliente est la Marchesa Bianca San Giovanni, une ancienne diva au passé notoire.
Plus tard dans la nuit, Nella décide de se rendre à Budapest, accompagnée de Rudig, de son majordome Conrad, de sa servante Emma et de son fiancé, le comte Albert von Gronac, dont elle n'est pas amoureuse. Elle est choquée lorsqu'elle apprend que l'homme mystérieux est également à bord, avec la marchesa comme compagnie. Rudig lui suggère à nouveau qu'elle ne sera jamais une grande chanteuse si elle ne connaît pas l'amour. Le lendemain, Rudig annonce que Fletcher, agent du prestigieux Metropolitan Opera de New York, est en ville pour signer des artistes européens. Plus tard dans l'après-midi, elle apprend que son fiancé a une liaison avec l'un de ses ennemis.
Furieuse et contrariée par sa vie amoureuse, elle se rend à l'hôtel où elle séjourne et décide d'engager l'homme mystérieux, Jim, dans l'espoir de connaître l'amour et d'impressionner ainsi Fletcher. Elle est attirée par lui, mais il a peur de l'avoir comme admirateur. Jim, qui est en fait l'agent Fletcher, découvre bientôt que Nella pense qu'il est un gigolo. Au lieu de lui révéler la vérité, il se fait passer pour tel et la force à prendre une décision : passer la nuit avec lui ou partir dans les trois minutes.
Nella décide de passer la nuit avec lui, mais part le lendemain matin avant qu'il ne se réveille. Cette nuit-là, elle donne à nouveau une représentation de Tosca, qui est acclamée comme la meilleure de toute sa carrière. De retour chez elle, elle se réjouit d'apprendre qu'elle a décroché un contrat avec le Metropolitan Opera, mais se sent coupable de ce qu'elle a fait la veille. Le même jour, Jim lui rend visite, lui rendant le collier qu'elle a laissé pour payer ses services et lui demandant de choisir entre lui et le contrat. Lorsqu'elle déchire le contrat, il comprend qu'elle est amoureuse de lui et se révèle être un neveu de la marquise et du célèbre découvreur de talents. Maintenant, Nella peut avoir la carrière new-yorkaise réussie dont elle a rêvé.

## Fiche technique
- Titre original : Tonight or Never
- Titre français : Cette nuit ou jamais
- Réalisation : Mervyn LeRoy
- Scénario : Ernest Vajda, Fanny Hatton et Frederic Hatton d'après la pièce de Lily Hatvany
- Costumes : Coco Chanel
- Photographie : Gregg Toland
- Musique : Alfred Newman
- Producteur : Samuel Goldwyn
- Société de production : Goldwyn Pictures Corporation
- Société de distribution : United Artists
- Pays d'origine :  États-Unis
- Format : Noir et blanc — 35 mm — 1,37:1 — Son : Mono
- Genre : Comédie romantique
- Durée : 80 minutes
- Date de sortie : 1931

## Distribution
- Gloria Swanson : Nella Vago
- Melvyn Douglas : Jim Fletcher
- Alison Skipworth : Marchesa Bianca San Giovanni
- Ferdinand Gottschalk : Rudig
- Robert Greig : Conrad
- Warburton Gamble : Comte Albert von Gronac
- Greta Meyer : Emma
- Boris Karloff : Serveur